# Phinéas et Ferb, le film : Voyage dans la 2e dimension
Série Phinéas et Ferb
Phinéas et Ferb, le film : Candice face à l'univers
(2020)
Pour plus de détails, voir Fiche technique et Distribution.
Phinéas et Ferb, le film : Voyage dans la 2e dimension (Phineas and Ferb, the Movie: Across the 2d Dimension) est un téléfilm d'animation américain de la collection des Disney Channel Original Movie, scénarisé par Dan Povenmire, Jeff « Swampy » Marsh et Jon Colton Barry, réalisé par Dan Povenmire et Robert F. Hughes (en) et diffusé en 2011.
Il s'agit du premier film adapté de la série d'animation Phinéas et Ferb. Un deuxième volet intitulé Phinéas et Ferb, le film : Candice face à l'univers, est sorti en 2020.

## Synopsis
Phinéas et Ferb commencent leur journée avec joie, et construisent un « ornythopulte ». Lorsque Perry disparait, ils continuent quand même, mais en se cognant contre Perry lui-même dans les airs, ils atterrissent en plein dans la « Doofenschmirtz Maléfique Anonyme », en plein dans le « projecto-autre-dimensioninator » du professeur. Ils le réparent, et quand Perry arrive, il est obligé de faire le stupide animal domestique, sans pouvoir empêcher le professeur à faire son projet diabolique.
Entrant dedans, ils rencontrent l'autre professeur Doofenshmirtz, qui fait la loi dans la deuxième dimension. Il reconnait de suite Perry pour l'agent P, qu'il a lui-même battu et l'a transformé en « ornythoborgue ». Il oblige l'ornythoborgue à s'attaquer à Phinéas et Ferb, mais Perry s'interpose. Les garçons se sentent trahis, mais n'ont pas le temps de réfléchir car ils sont traqués par les robots et l'ornythoborgue. Ils arrivent à le semer, et doivent se retrouver pour réparer la télécommande pour rouvrir le portail et rentrer chez eux. Ils se trouvent, mais comme les autres Phinéas et Ferb ne peuvent pas la réparer, ils partent chercher Isabella, qui se trouve faire partie de la résistance, donc Baldjeat est l'ingénieur et Candice la cheffe. Baldjeat rouvre le portail, mais Candice (la vraie) fonce dedans et rentre dans la deuxième dimension, le portail se refermant derrière elle.
Voyant dans les nouvelles que Perry a été fait prisonnier, ils partent pour le sauver, mais finissent par se faire prendre. Ils finissent tous (Perry, Phinéas, Ferb, Candice et même le professeur Doofenschmirstz) par être livrés au monstre du professeur Doofenschmirtz de la deuxième dimension. Candice de la deuxième dimension lance la télécommande à Phinéas qui ouvre un portail pour faire le tour de toutes les dimensions, jusqu'à arriver dans la leur. Perry reçoit un message du Major Monogram et Phinéas et Ferb veulent l'aider, mais Perry arrache le collier qu'ils lui ont offert, leur donne et s'en va. Ils rentrent chez eux, pendant que le professeur Doofenchmirtz de la deuxième dimension commence à prendre le pouvoir. Quand grâce au collier ils trouvent l'une des entrées secrètes du quartier-général de Perry, il se trouve que Perry leur a fait confiance, avec le système de son chapeau à scanner toutes leur inventions. Ils vont alors, avec l'aide de tous les enfants de la ville, partir à la guerre contre les robots.
Retrouvant Perry, Phinéas monte avec lui en haut de la Doofenschmirstz Maléfique Anonyme pour fermer le portail. Pendant que Perry se bat contre son double en cyborg, Phinéas découvre que c'est en fait une parabole qu'il faut détruire. Il essaie de l'atteindre, mais le professeur de l'autre dimension l'arrête, et dans le but de l'assommer, lui envoie une balle de baseball avec le lanceur automatique, mais Phinéas la renvoie (avec une batte que lui a lancé Perry) contre la parabole.
Se croyant sauvés, Phinéas, Ferb et Perry se retrouvent en haut du bâtiment, mais une des inventions du professeur menace de les écraser, quand le professeur Doofenschmirtz de la première dimension arrive et donne le petit train que l'autre professeur avait perdu, le « réconciliant enfin avec la vie ». Chacun rentre chez soi, mais si Phinéas et Ferb savent que Perry est un agent secret, ils doivent le quitter. Carl propose alors de leur faire tout oublier avec « l'amnésiainateur » du professeur. Ils acceptent tous, et juste avant que la machine se mette en marche, Isabella embrasse Phinéas. Tous oublient la journée qui s'est déroulée.
Le film se termine avec Perry, qui regarde les photographies de Phinéas, Ferb et lui-même sur son ordinateur.

## Fiche technique
- Titre original : Phineas and Ferb, the Movie: Across the 2d Dimension
- Titre français : Phinéas et Ferb, le film : Voyage dans la 2e dimension
- Réalisation : Dan Povenmire et Robert F. Hughes
- Montage : Jorge Velasco
- Musique : Danny Jacob
- Production : Michael Bay et Brad Lewis
- Durée : 76 minutes
- Dates de diffusion :  États-Unis : 5 octobre 2011 ;  France : 25 octobre 2011

## Distribution

### Voix originales
- Vincent Martella : Phinéas Flynn
- Thomas Sangster : Ferb Fletcher
- Ashley Tisdale : Candice Flynn
- Dan Povenmire : Heinz Doofenshmirtz
- Dee Bradley Baker : Perry l'ornithorinque
- Alyson Stoner : Isabella Garcia-Shapiro
- Mitchel Musso : Jérémy Johnson
- Bobby Gaylor : Buford van Stomm
- Jeff Marsh : Major Francis Monogram
- Maulik Pancholy : Baljeet

### Voix françaises
- Donald Reignoux : Phinéas Flynn
- Fabrice Trojani : Ferb Fletcher
- Manon Azem : Candice Flynn
- Pierre-François Pistorio : Docteur Heinz Doofenshmirtz
- Kelly Marot : Isabella Garcia-Shapiro
- Charles Pestel : Jérémy Johnson, Buford
- Michel Vigné : Major Francis Monogram
- Brigitte Berges : Linda Flynn
- Stéphane Marais : Lawrence Fletcher
- Nathalie Bienaimé : Baljeet
- Eric Aubrahn : Carl
- Emmanuel Garijo : Irving
- Edwige Lemoine : Stacy

## Autour du film
- La sortie du film en Inde a été accompagné d'apparitions des personnages dans plusieurs villes, comme à Bombay le 19 septembre[1] et à Delhi le 22 septembre[2].
- Le générique de fin du film est interprété, entre autres, par le guitariste Slash.

## Jeux vidéo
Une adaptation du film en jeu vidéo est sortie sur PS3, PSP, Wii, DS, Android et également PS Vita dans le Playstation Store.